# عنایت‌الله بابر فرهمند
عنایت‌الله بابر فرهمند (زاده ۱۳۵۶ ولسوالی شبرغان ولایت جوزجان) سیاستمدار افغانستان و نماینده مردم اُستان/ولایت جوزجان در دوره شانزدهم مجلس نمایندگان بود. او در مجلس شانزدهم نمایندگان افغانستان عضو کمیسیون صحت، تربیت بدنی، کار، کارگر و جوانان بوده است.

## زندگی‌نامه
عنایت‌الله بابر فرهمند زاده ۱۳۵۶ از شهرستان/ولسوالی شبرغان اُستان/ولایت جوزجان می‌باشد. ایشان تحصیلات ابتدایی خود را در لیسه/دبیرستان جنرال عبدالحکیم قهرمان در شبرغان به اتمام رسانید. در سال ۱۳۸۴ توانست از دانشگاه بلخ مدرک کارشناسی/لیسانس طب را کسب کند. او از سال ۱۳۸۰ رئیس بنیاد دوستم بود و نقش نزدیکی تاکنون برای ایشان داشته‌ است.

## انتخابات ریاست‌جمهوری ۱۳۹۸
عنایت‌الله بابر فرهمند همچون معاون نخست و اسدالله سعادتی معاون دومِ دستهٔ ثبات و همگرایی به رهبری عبدالله عبدالله وارد کارزارهای انتخابات ریاست‌جمهوری ۱۳۹۸ شدند.

## دیگر فعالیت‌ها
دیگر فعالیت‌های ایشان:
- مسئول بنیاد دوستم.
- تدریس در دبیرستان/لیسه افغان-ترک در مزار شریف.
- ۶ سال همکاری با رادیو بی‌بی‌سی.